# 호분 (군사)
호분(虎賁)이란 중국의 옛 관제로, 황제의 직속 부대를 일컫는 말이다.

## 개요
전한 무제가 건원 3년(기원전 138년)에 낭중령(광록훈)의 부하로 기문(期門)을 설치한 것이 시초이다. 기문은 낭(郞)처럼 정원이 따로 없었으며, 많을 때에는 천 명에 이르렀으며 복야가 설치되었다. 문 아래에 모이기로 약속하고 은밀히 황제를 수행한 것이 명칭의 유래이다.
원시 원년(1년), 명칭을 호분랑(虎賁郞)으로 고치고 중랑장을 두었다. '호분'은 호랑이와 같이 용맹과감함을 뜻한다.
후한 때에도 광록훈에 속하였고, 숙위와 시종을 담당하는 호분중랑·호분시랑·호분낭중·절종호분을 호분중랑장이 감독하는 구조였다. 호분랑은 본인이 죽을 경우 자식이 뒤를 이었다. 또 좌·우복야, 좌·우폐장을 각 1명씩 두었고, 복야는 호분랑에게 궁술을 가르쳤으며 폐장은 당직을 맡았다.
이후에도 호분은 황제의 위사(衛士)를 일컫는 명칭으로 존속되었으나, 당나라 때에는 피휘로 무분(武賁)으로 개칭되었다.

## 출전
- 반고, 《한서》 권19상 백관공경표 上
- 사마표, 《속한서》 백관지 2
- 순작, 《진백관표주》[사마표, 《속한서》 유소주(劉昭注)에 인용]